# Stevie Nicks
Stephanie Lynn Nicks, detta Stevie (Phoenix, 26 maggio 1948), è una cantautrice statunitense.
Salita alla ribalta come una dei tre cantautori dei Fleetwood Mac nella metà degli anni Settanta per poi lanciare la propria carriera da solista all'inizio degli anni Ottanta, si è affermata come una delle figure più grintose e di successo del mondo del rock. La cantante è conosciuta per il suo stile mistico, per il suo distintivo timbro vocale e per i testi poetici delle sue canzoni, aspetti che affiorano soprattutto durante le sue performance dal vivo. Nominata "Regina in carica del Rock and Roll" dalla rivista Rolling Stone nel 1981, la cantautrice è stata inserita nella lista dei "100 Migliori Cantanti di tutti i tempi" e in quella dei "100 più grandi compositori di canzoni di tutti i tempi" dalla medesima rivista. È inoltre la prima artista donna ad essere stata inserita nella Rock and Roll Hall of Fame due volte, prima nel 1998 con i Fleetwood Mac e in seguito nel 2019 come solista. La sua carriera con i Fleetwood Mac e quella da solista le hanno fruttato vendite di 65 milioni di copie certificate solo negli Stati Uniti, con più di 100 milioni di copie stimate vendute in tutto il mondo.
I primi due album dei Fleetwood Mac che vedono la sua partecipazione, Fleetwood Mac (1975) e Rumours, sono stati inseriti, insieme al suo primo album da solista Bella Donna (album), nella lista dei 200 migliori album di tutti i tempi della rivista Billboard. Proprio Rumors risulta essere uno degli album più venduti al mondo: con circa 40 milioni di copie vendute, ha vinto il Grammy Award nella categoria "Album dell'anno" nel 1978 ed è stato incluso nella lista dei 500 migliori album di tutti i tempi alla 7ª posizione e in quella dei 50 migliori album femminili alla 4ª, entrambe stilate dalla rivista Rolling Stone. Dall'album furono estratti in totale quattro singoli, tra cui Dreams di Nicks, che risulta essere l'unico brano della band ad aver raggiunto la prima posizione negli USA.
La carriera da solista della cantante iniziò nel 1981 con l'album Bella Donna, che si rivelò un successo commerciale, raggiungendo la prima posizione e ottenendo quattro volte il disco di platino negli USA. A questo sono seguiti altri sette album da solista, numerose certificazioni da parte della RIAA e numerose hit, come Edge of Seventeen (1982), Stop Draggin' My Heart Around (1981) cantata insieme a Tom Petty and the Heartbreakers, Leather and Lace (1981) in duetto con Don Henley, Stand Back (1983), If Anyone Falls (1983), Talk to me (1985), I Can't Wait (1985), Rooms on Fire (1989), che hanno tutte raggiunto la top 20 americana.

## Biografia
Nata a Phoenix, in Arizona, il 26 maggio 1948, inizia sin da piccola a seguire le orme del nonno paterno A.J., un musicista country in cerca di gloria. Il nonno aveva l’abitudine di portarla con sé alle sue esibizioni, dove cantavano duetti. Dopo essersi trasferita più volte a causa del lavoro del padre, incontra Lindsey Buckingham ad un raduno studentesco alla Menlo-Atherton High School. Il ragazzo stava suonando una canzone e la Nicks si unì a lui. Anni dopo, mentre frequentava il college, la ragazza fu invitata da Buckingham ad unirsi alla sua band, Fritz. La ragazza accettò e si trovò come artista d’apertura di moltissimi artisti, tra cui Janis Joplin e Jimi Hendrix. Notati da un produttore musicale, i due lasciano la band e, sotto il nome di Buckingham Nicks, pubblicarono l’omonimo album. A causa dello scarso successo commerciale, i due si ritrovarono senza contratto discografico. Tuttavia, l’album attirò l’attenzione della band inglese Fleetwood Mac, che chiese al duo di unirsi a loro. Insieme alla band incise tre album negli anni settanta: Fleetwood Mac nel 1975, certificato sette volte disco di platino in America, Rumours nel 1977, certificato due volte disco di diamante, e Tusk nel 1979, certificato due volte disco di platino. Durante l’incisione di Rumours, Nicks e Buckingam terminarono in malo modo la loro relazione, iniziando a scrivere canzoni che riflettevano lo stato della loro situazione. Negli anni ‘80 la cantante iniziò con altrettanto successo una carriera da solista pubblicando quattro album: Bella Donna (1981), The Wild Heart (1983), Rock a Little (1985) e The Other Side of the Mirror (1989). In totale questi album vendettero negli USA più di otto milioni di copie. La cantante iniziò però a sviluppare una forte dipendenza prima dalla cocaina, poi dai tranquillanti. Dopo aver inciso altri tre album con la band, decise di lasciarla nel 1991 a causa di una discussione con il batterista Mick Fleetwood: quell'anno la cantante aveva intenzione di rilasciare nella sua prima raccolta da solista la canzone Silver Springs, pezzo originariamente pensato per Rumours, ma escluso all’ultimo momento, ma Fleetwood non acconsentì. Il gruppo era già stato abbandonato da Buckingam dopo l’uscita di Tango in the Night nel 1987, dopo una violenta lite con Nicks. Pubblicato l’album Street Angel (1994) dopo la seconda riabilitazione, l’artista decise di ritirarsi dalle scene: l’album fu un fiasco e lei stessa venne criticata a causa del suo aumento di peso. Riunitasi nel 1997 con la formazione classica della band (quella dal 1975 al 1987), una Nicks rinvigorita ritornò sulla scena musicale, pubblicando con successo altri tre album solisti più uno con i Mac.

## Discografia

### Solista

#### Album in studio
- 1981 – Bella Donna
- 1983 – The Wild Heart
- 1985 – Rock a Little
- 1989 – The Other Side of the Mirror
- 1994 – Street Angel
- 2001 – Trouble in Shangri-La
- 2011 – In Your Dreams
- 2014 – 24 Karat Gold: Songs from the Vault

#### Raccolte
- 1991 – Timespace - The Best of Stevie Nicks
- 1998 – Enchanted
- 2000 – The Divine Stevie Nicks
- 2007 – Crystal Visions - The Very Best of Stevie Nicks

### Con Lindsey Buckingham
- 1973 - Buckingham Nicks

### Con i Fleetwood Mac
- 1975 – Fleetwood Mac
- 1977 – Rumours
- 1979 – Tusk
- 1982 – Mirage
- 1987 – Tango in the Night
- 1990 – Behind the Mask
- 2003 – Say You Will

## Filmografia
- American Horror Story – serie TV, episodi 3x10-3x13-8x05 (2014-2018)[19][20]